# Exetastes pratensis
Exetastes pratensis là một loài tò vò trong họ Ichneumonidae.